# Sankt Peter-Freienstein
Sankt Peter-Freienstein (übliche Schreibweise St. Peter-Freienstein; Abkürzung St. Peter-Frst.) ist eine Marktgemeinde in Österreich mit 2306 Einwohnern (Stand 1. Jänner 2025) im Gerichtsbezirk bzw. Bezirk Leoben in der Obersteiermark.

## Geographie
Der Ort liegt am Südostrand der Eisenerzer Alpen im Vordernbergertal in dessen unterem Abschnitt, der das Trofaiacher Becken mit dem Oberen Murtal bei Leoben verbindet.

### Gemeindegliederung
Das Gemeindegebiet umfasst folgende vier Ortschaften (in Klammern Einwohnerzahl Stand 1. Jänner 2025):
- Hessenberg (815)
- Sankt Peter-Freienstein (1004)
- Tollinggraben (75)
- Traidersberg (412)

Die Gemeinde besteht aus den Katastralgemeinden Hessenberg, St. Peter-Freienstein, Tollinggraben und Traidersberg.

### Nachbargemeinden
| Kammern im Liesingtal           | Trofaiach                                   |        |
| Traboch                         | Kompassrose, die auf Nachbargemeinden zeigt |        |
| Sankt Michael in Obersteiermark |                                             | Leoben |

### Tollinggraben
Der Graben an der Grenze zu Leoben, zuvor eng und verwachsen, wurde 2024/2025 mit Kosten von 25 Mio. € aufgeweitet und im Zuge des Hochwasserschutzprojekts Unterer Tollingbach aufnahmefähig für Oberflächenwasser gemacht und als Erholungsgebiet ausgestaltet.

## Geschichte

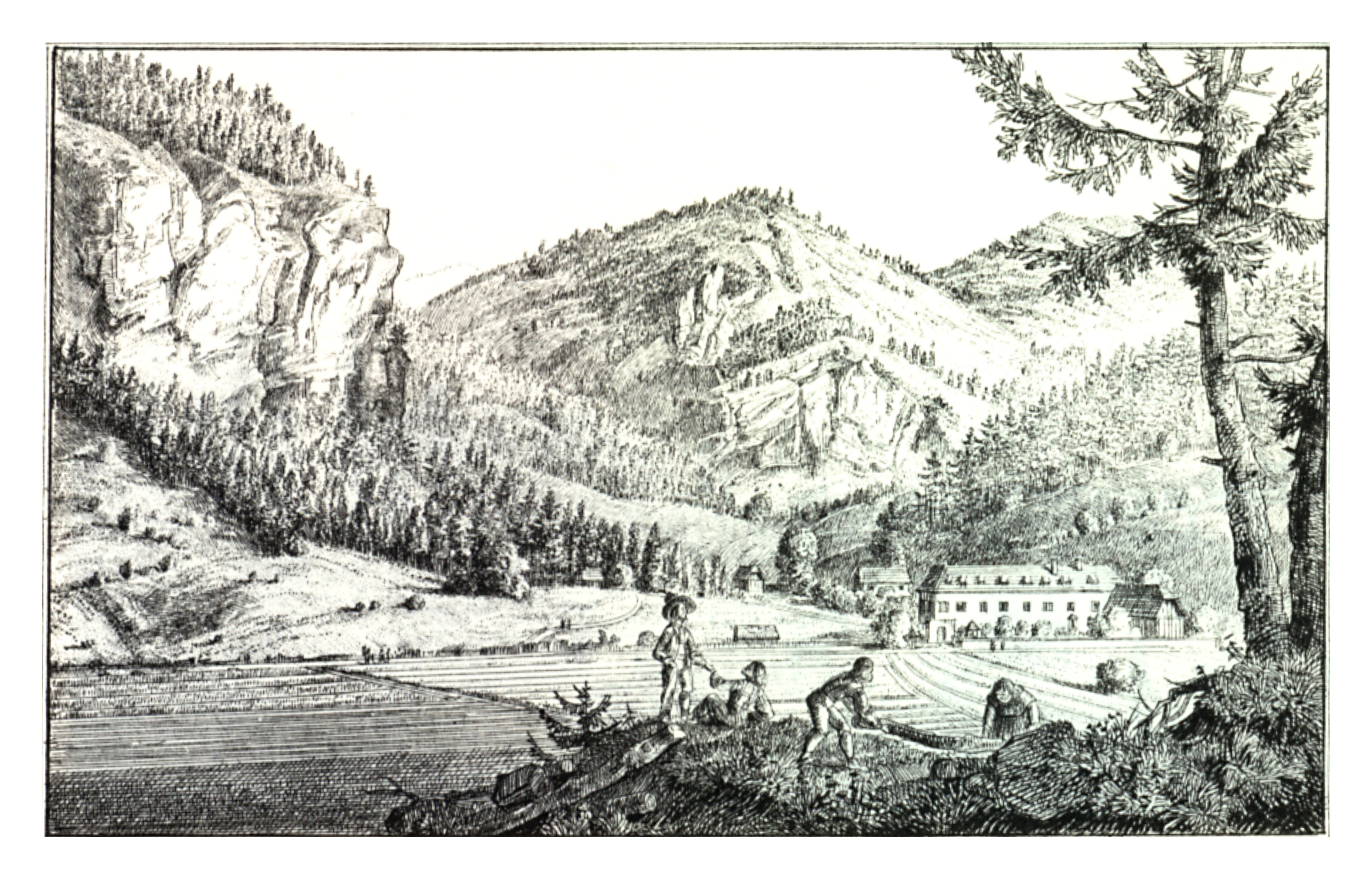
Die vormalige Staatsherrschaft Freienstein um 1830, Lith. Anstalt J.F. Kaiser, Graz

- 800 v. Chr.: Urnenfelderzeitliche Siedlung auf dem Kulm (Funde)
- 600: Einwanderung der Alpenslawen, die das Gebiet Liubina nennen.
- 900: Beginn der Bayernbesiedlung
- 900 bis 1150: Amtssitz der Grafschaft Leoben im Gebiet des heutigen St. Peter Freienstein
- 1140: erstmalige Erwähnung des Burggrafen Ortwein in St. Peter (auf Alt-Freienstein)
- 1160: Nennung von St. Peter
- 1265: urkundliche Erwähnung der cella sancti petri
- 1293: Erwähnung von Truntisperch ob Donawitz (Katastralgemeinde Traidersberg)
- 1445: St. Peter ist eigenständige Zukirche von Trofaiach
- 1830 bis 1921: Kohlebergbau im Tollinggraben
- 1872: Eröffnung der Bahnlinie Leoben-Vordernberg
- 1874: Errichtung des eigenen Postamtes St. Peter-Freienstein
- 1893: Bau des ersten eigenen Feuerwehrhauses in St. Peter-Freienstein
- 1974: Verleihung des Gemeindewappens
- 2000: Erhebung zur Marktgemeinde (mit Wirkung 1. Juli 1999)
- 2014: Am 1. Juni wurde der Polizeiposten in St. Peter-Freienstein geschlossen. Der Ort wird vom Posten Trofaiach aus betreut.

Der heutige Ortsname ist kein Doppelname aus zwei Orten, sondern eine Beifügung der ehemaligen Herrschaft, zu der St. Peter gehörte (wie bei Eichberg-Trautenburg).

## Kultur und Sehenswürdigkeiten
- Schloss Freienstein
- Schloss Friedhofen

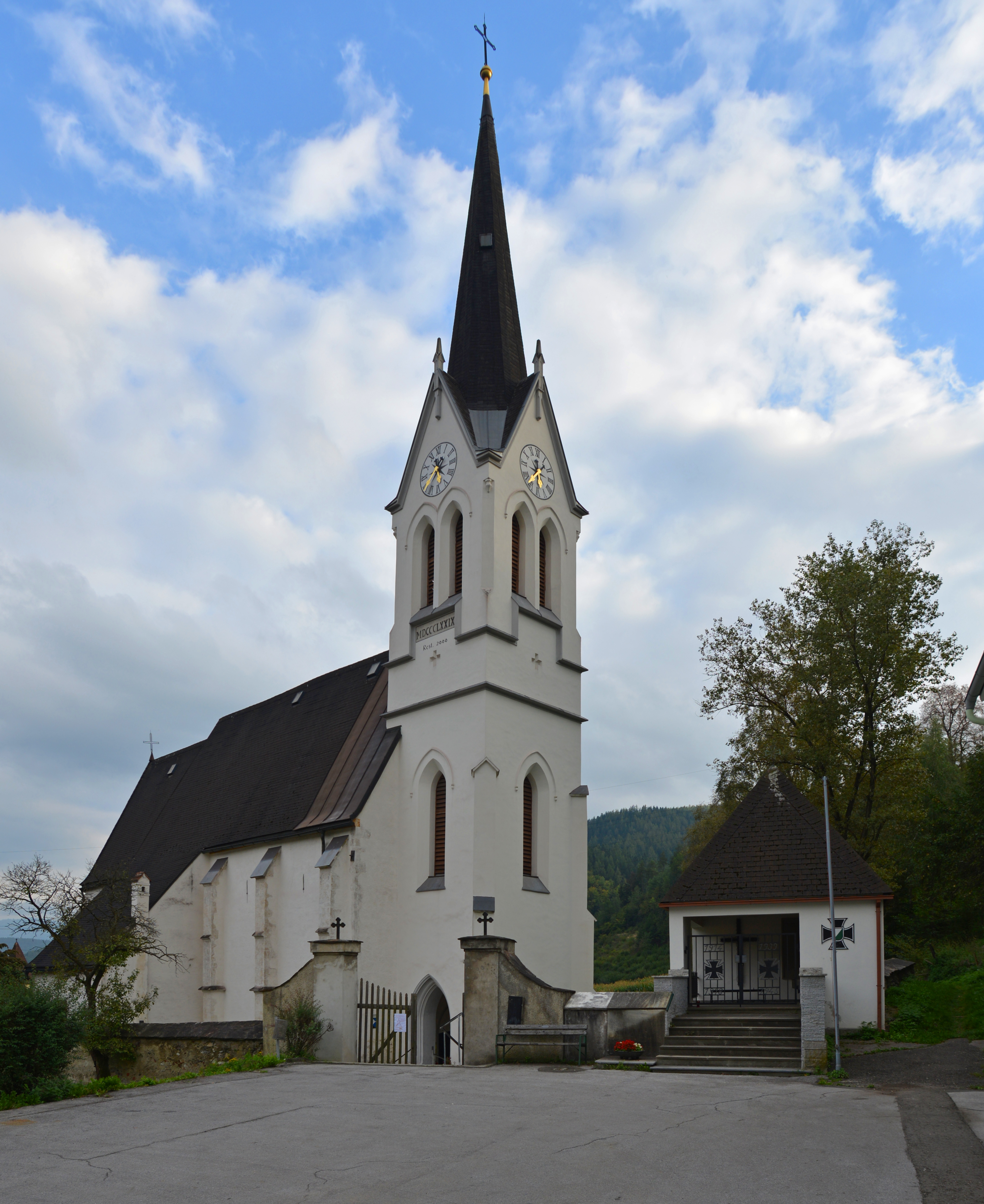
Pfarrkirche St. Peter-Freienstein

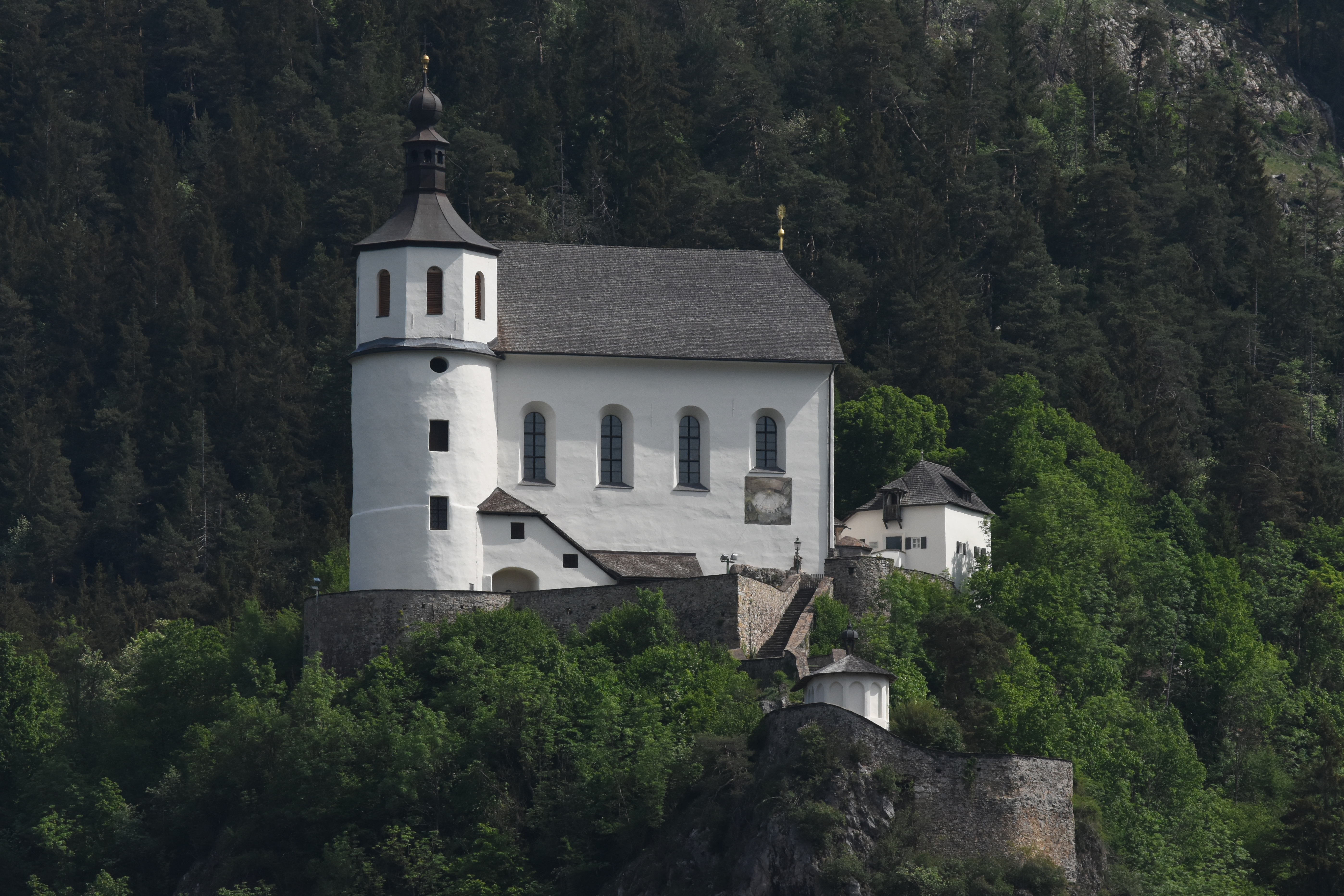
Wallfahrtskirche Maria Freienstein

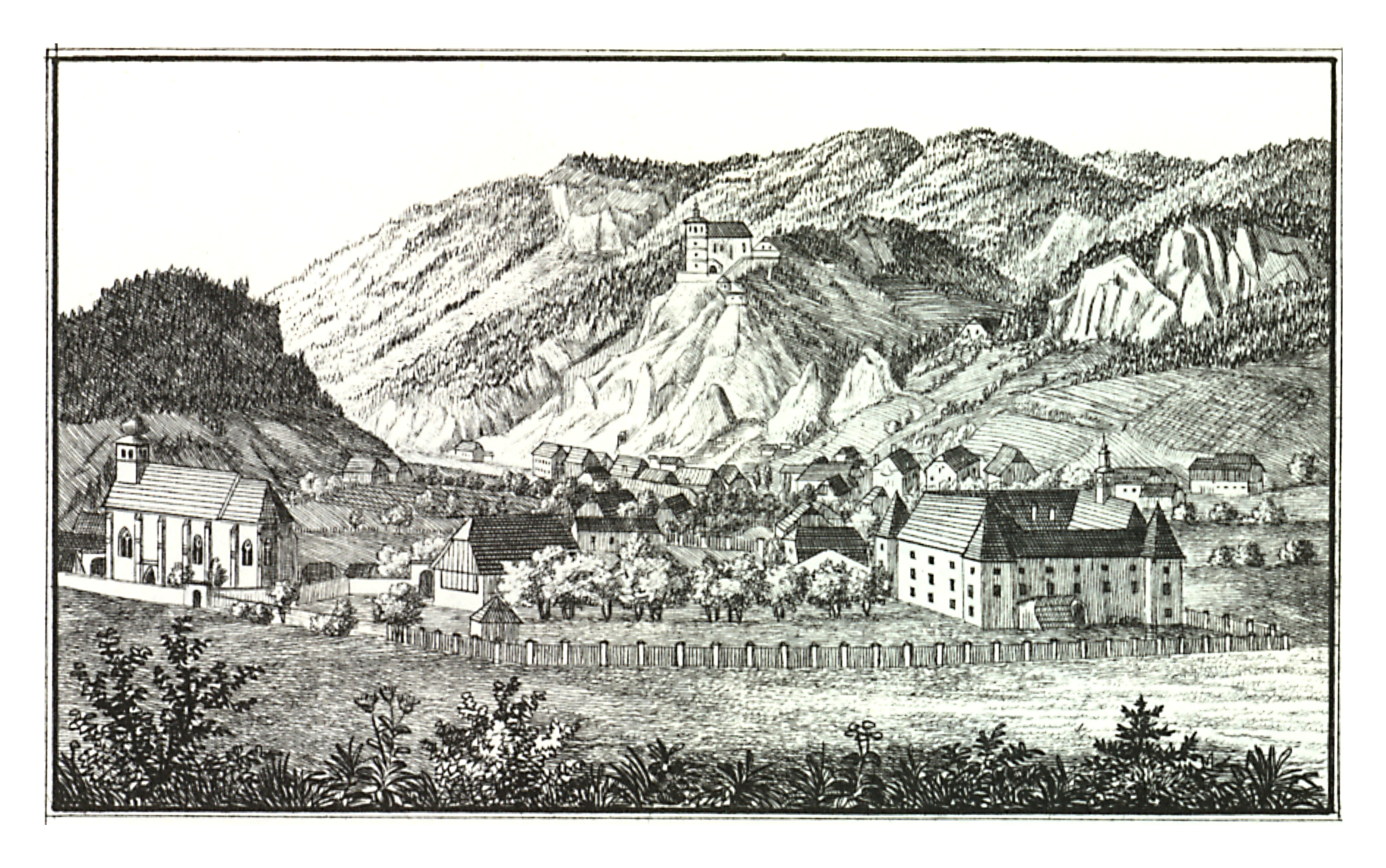
Schloss Friedhofen um 1830, Lith. Anstalt J.F. Kaiser, Graz

- Katholische Pfarrkirche St. Peter-Freienstein
- Katholische Wallfahrtskirche Maria Freienstein
- Salinenmuseum
- Berg-Werk-Zeug (Bergwerkzeug-Ausstellung)

### Regelmäßige Veranstaltungen
- Peter-und-Paul-Lauf
- Krampuslauf
- Dartclubfest
- Marktfest
- Kirtag
- Faschingsumzug
- Maibaum-Umschneiden

## Wirtschaft und Infrastruktur

### Industrie
1817 errichtete Andreas Töpper in der Gmeingrube das zweite Blechwalzwerk in der Steiermark. Bereits 1818 verkaufte er dieses Werk seinem Schwager Mathias Jandl, der das Werk weiter ausbaute. 1834 war beim Blechwalzwerk ein repräsentatives Herrenhaus entstanden, das noch heute steht. 1872 kam das Werk an die Innerberger Hauptgewerkschaft und 1881 an die Österreichisch-Alpine Montangesellschaft. 1900 ließ die Alpine das Blechwalzwerk auf und verkaufte es an den deutschen Industriellen Carl Cosack, der am Standort einige Jahre eine Papierfabrik betrieb.
Der derzeit größte Arbeitgeber in St. Peter-Freienstein ist die voestalpine Austria Draht. Der alte Name voestalpine Draht Donawitz würde zwar darauf schließen lassen, dass sich dieser Betrieb im Stadtteil Donawitz der Nachbarstadt Leoben befindet, er liegt aber großteils auf dem Gemeindegebiet von St. Peter-Freienstein, am Nordwestende des Donawitzer Hüttenwerks.
Weitere Betriebe im Gewerbepark St. Peter-Freienstein:
- Bofrost
- Cleaning Service
- Billa
- Porsche Leoben, Autohaus
- Fraiss Personentransporte

### Soziale Einrichtungen
- Kindergarten
- Volksschule
- Musikschule
- Kinderfreundeheim
- Altenheim
- Arzt- und Zahnarztpraxis

### Vereine
- ASKÖ SC St. Peter (Fußball; derzeit Unterliga Nord B)
- EV St. Peter (Eisschützenverein; mehrere internationale Titel)
- Freiwillige Feuerwehr Sankt Peter-Freienstein
- Musikverein
- Männergesangsverein
- Frauensingkreis
- Krampusverein „Freiensteiner Teifl“
- Theaterverein Freienstein
- Dartclub „Checkout“
- Verein Freiensteiner Volkskultur

## Politik

### Gemeinderat
Der Gemeinderat besteht aus 15 Mandataren.
- Die Gemeinderatswahl 2005 brachte folgendes Ergebnis: SPÖ 7, ÖVP-Bgm. Fritz Kreisl: 8.[4]
- Die Gemeinderatswahl 2010 brachte folgendes Ergebnis: SPÖ: 8, ÖVP: 7.[5]
- Die Gemeinderatswahl 2015 brachte folgendes Ergebnis: SPÖ: 8, ÖVP: 4, Wir für Freienstein: 2, FPÖ:1[6]
- Die Gemeinderatswahl 2020 brachte folgendes Ergebnis: SPÖ: 9, ÖVP: 5, FPÖ: 1.[7]

### Bürgermeister
Bürgermeister von Sankt Peter-Freienstein ist DI Wolfgang Gomar (Seit dem 10. Januar 2024).

### Regionalpolitik
St. Peter-Freienstein ist Mitglied im Gemeindeverband HerzBergLand (Kleinregion Reitlingblick).
Anlässlich der Gemeindestrukturreform der Steiermark 2010–2015 führte die Gemeinde Gespräche mit den Nachbargemeinden bezüglich einer Gemeindezusammenlegung. In Frage kamen die Stadt Trofaiach (zu der seit 1. Jänner 2013 auch Gai und Hafning gehören), mit der es die Lage im Trofaiacher Becken teilt und schon im Gemeindeverband HerzBergLand zusammenarbeitet, die Stadt Leoben, mit der es das voestalpine-Werk Donawitz verbindet (das Drahtwerk liegt auf St.-Peter-Freiensteiner Gebiet), oder Traboch, das ebenfalls im Gemeindeverband Mitglied ist und selbst eine Fusion mit Leoben als möglich ansah.
Letztlich blieb St.Peter-Freienstein eine selbständige Gemeinde.

### Städtepartnerschaften
- Lipót (Ungarn)
- Hédervár (Ungarn)

## Persönlichkeiten

### Ehrenbürger
- 2014: Fritz Kreisl, Bürgermeister von St. Peter-Freienstein (1995–2009) und Landtagsabgeordneter der Steiermark (2000–2005)[9][10]

### Ehrenringträger
- 2019: Gottfried Hubmann (* 1969), Musiker, Musikpädagoge, Verleger und Komponist und Arrangeur[11][12]

### Söhne und Töchter der Gemeinde
- Wilhelm Bleyer (1902–1979), Politiker (ÖVP), Abgeordneter zum österreichischen Nationalrat (1945–1962)
- Franz Fekete (1921–2009), SS-Hauptscharführer, Politiker (SPÖ), Bürgermeister von Kapfenberg (1963–1987)[13]
- Isabella von Freienstein (eigentlich Isabella Steindl; * 1981), Künstlerin
- Max Jessner (1903–1974), Politiker (SPÖ), Abgeordneter zum österreichischen Nationalrat (1956–1966)
- Franz Kainersdorfer (* 1967), Vorstandsmitglied der Voestalpine AG, Leiter der Metal Engineering Division
- Anton Lanner (1882–1924), Politiker (parteilos), Abgeordneter zum österreichischen Nationalrat (1920–1923), Mitglied des österreichischen Bundesrates (1923–1924)